# Grip (Ripper)

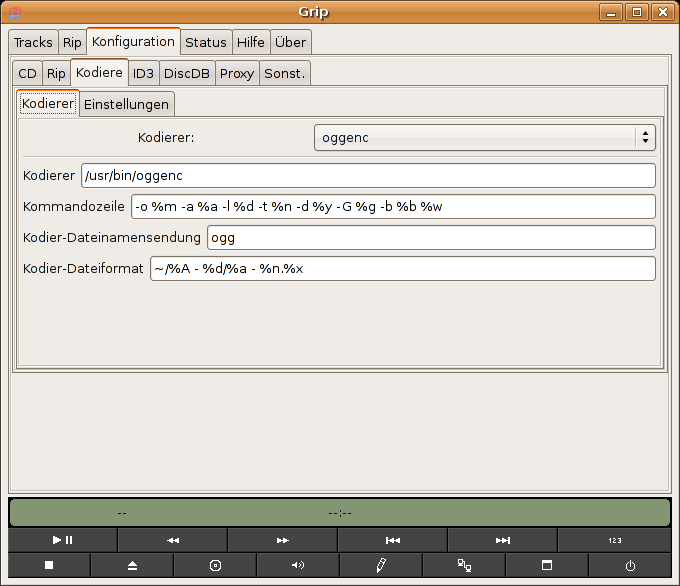
GRIP ist sehr konfigurierbar, hier: Einstellungen für das Kodieren in das Ogg/Vorbis-Dateiformat

Grip (Kurzform für Grip audio ripper) ist eine freie Software zur Wiedergabe von Audio-CDs und zum CD-Rippen für die Benutzeroberfläche GNOME. Die Hauptstärke von GRIP ist das Rippen von Audio-CDs, auch Digital Audio Extraction genannt, was es zum CD-Ripper macht. Das Programm ist unter der GNU General Public License (GPL) veröffentlicht worden und kann somit kostenlos benutzt und verteilt werden.
Die Entwicklung von Grip ruhte seit 2005. Daher wurde es mehr und mehr von anderen Anwendungen, in GNOME z. B. Sound Juicer, verdrängt.
Im Jahr 2017 hat ein neuer Betreuer das Projekt übernommen und neue Versionen veröffentlicht.

## Leistungsmerkmale
- Vollwertiger CD-Player
- CDDB-Integration
- Unterstützt Proxyserver
- Rippen von einzelnen und mehreren Tracks sowie von Teilen von Tracks
- Umwandeln von .wav in MP3-, Ogg- oder FLAC-Dateien
- Gleichzeitiges Rippen und Kodieren
- Gleichzeitiges kodieren von mehreren Tracks
- Kann ID3v1/v2-Tags zu MP3-Dateien hinzufügen